# Tom Laurich
Tom Laurich (ur. 24 lipca 1980 w Sydney) – australijski wioślarz, reprezentant Australii w wioślarskiej ósemce  podczas Letnich Igrzysk Olimpijskich w Pekinie.

## Osiągnięcia
- Mistrzostwa Świata – Sewilla 2002 – dwójka ze sternikiem – 3. miejsce[1].
- Igrzyska Olimpijskie – Ateny 2004 – czwórka bez sternika – 4. miejsce[1].
- Mistrzostwa Świata – Eton 2006 – ósemka – 4. miejsce[1].
- Mistrzostwa Świata – Monachium 2007 – ósemka – 7. miejsce[1].
- Igrzyska Olimpijskie – Pekin 2008 – ósemka – 6. miejsce[1].